# Baradères, Nippes
Baradères är en kommun i Haiti.  Den ligger i departementet Nippes, i den västra delen av landet, 140 km väster om huvudstaden Port-au-Prince. 
Terrängen runt Baradères är huvudsakligen kuperad, men norrut är den platt. Havet är nära Baradères åt nordost. Närmaste större samhälle är Petit Trou de Nippes, 14,5 km öster om Baradères. I omgivningarna runt Baradères växer huvudsakligen savannskog.